# Drizzit - Il gioco di ruolo
Drizzit – Gioco di Ruolo è un gioco di ruolo fantasy umoristico ambientato nel mondo del fumetto online Drizzit, pubblicato nel 2014 dalla Mini G4m3s Studio e arrivato finalista al premio del Gioco dell'Anno di Lucca Comics & Games 2015.

## Storia editoriale
La bozza delle regole sono state scritte dall'autore del fumetto, Luigi "Biagio" Cecchi e successivamente riviste e riorganizzate dallo staff della Mini G4m3s Studio, principalmente da Andrea ZoffoliIl gioco è stato presentato alla Lucca Comics and Games 2014.
Al primo manuale sono seguiti ulteriori manuali che espandono le regole, avventure generalmente introdotte da un breve fumetto originale con protagonisti personaggi del fumetto, un bestiario e uno Schermo del master.

## Ambientazione
Il manuale base viene introdotto dalle muse Mese e Nete (personaggi di The Author, un altro fumetto di Biagio) e descrive dettagliatamente il regno di Gulfigar, nel quale si svolgono le avventure del fumetto, con il suo stesso approccio umoristico e dissacrante. Ulteriori luoghi dell'ambientazione vengono descritti nei manuali successivi.

## Sistema di gioco
Ogni personaggio è definito da sei classiche caratteristiche usate da Dungeons & Dragons (Forza, destrezza, costituzione, intelligenza, saggezza e carisma), ma il cui valore indica direttamente il bonus che concedono alle azioni. Alla creazione del personaggio il giocatore assegna il valore delle caratteristiche in modo che la loro somma sia 5 (le caratteristiche possono anche essere negative). Esistono solo due classi, avventuriero e incantatore, che si differenziano per il tipo di specializzazioni che possono avere: i primi dispongono di specializzazioni per il combattimento, i secondi di quelle relative ai poteri magici. Oltre alle caratteristiche principali ogni personaggio ha inoltre delle caratteristiche secondarie calcolate sulla base di quelle primarie, per esempio: (bonus al danno, bonus di combattimento, iniziativa, ecc... Multiclassare non ha penalità e permette di prendere specializzazioni da entrambe le classi. 
I personaggi possono acquistare varie tipi di caratteristiche (vantaggi, svantaggi, vita vissuta e destino) spendendo punti passato (anche le caratteristiche della propria razza vengono acquistate in questo modo) e dovrebbero definire i legami con gli altri personaggi del gruppo (questo non ha effetti meccanici di gioco, ma serve a fornire spunti di gioco). 
Le prove di abilità sono risolte sommando al risultato del tiro di un dado a dodici facce il valore della caratteristica coinvolta, più eventuali specializzazioni applicabili possedute dal personaggio e superando la soglia di difficoltà.. Se si desidera essere certi di riuscire in una prova si può spendere un punto fortuna su di essa. Un 1 è sempre un fallimento critico, mentre un 12 è sempre un successo critico.

## Pubblicazioni
- Luigi Cecchi, Andrea Zoffoli, Drizzit Gioco di Ruolo, 2014. Manuale base. Nel 2019 è stata pubblicata la terza revisione.
- Luigi Cecchi, Andrea Zoffoli, Gli Oscuri Segreti del Bosco Topple, 2015. Descrizione della città di Topple e del suo bosco. Nuove razze giocabili, specializzazioni, oggetti magici e un dungeon completo situato all'interno del bosco.
- Luigi Cecchi, Andrea Zoffoli, Strade Perigliose di Gulfigar, 2015. Una campagna nelle terre meridionali di Gulfigar.
- Luigi Cecchi, Andrea Zoffoli, Le Avventure di Alissandra, 2016. Un'avventura situata dieci anni dopo il fumetto.
- Luigi Cecchi, Andrea Zoffoli, Le Avventure di Baba Yaga e Valris, 2016. Avventure ambientate nella città sotterranea di Torrerosa.
- Luigi Cecchi, Andrea Zoffoli, Le Avventure di Ayrin, 2017. Avventure ambientate nel quartiere di Bottegamara.
- Luigi Cecchi, Andrea Zoffoli, Le Avventure di Pako & Nantima, 2017. Avventure ambientate nelle Isole Coccodrilla.
- Luigi Cecchi, Andrea Zoffoli, Guida di Prugnino alle Bestie di Gulfigar, 2018. Raccolta di nuovi mostri per il gioco.
- Luigi Cecchi, Andrea Zoffoli, Le Avventure di Ugi e Calabrina, 2018. Un'avventura nei Domini dei Draghi.
- Luigi Cecchi, Andrea Zoffoli, Schermo del Master, 2019.